# Ibanez AS73
A Ibanez AS73 é uma guitarra eléctrica semi-acústica produzida pela Ibanez.

## Atalhos externos
- Página do modelo em Ibanez.com